# Huachocolpa (distrito de Huancavelica)
Huachocolpa é um distrito do Peru, departamento de Huancavelica, localizada na província de Huancavelica.

## Transporte
O distrito de Huachocolpa é servido pela seguinte rodovia:
- HV-115, que liga a cidade de Santa Ana  ao distrito  de Lircay [1][2][3]